# Organización Comunista Marxista-Leninista Portuguesa

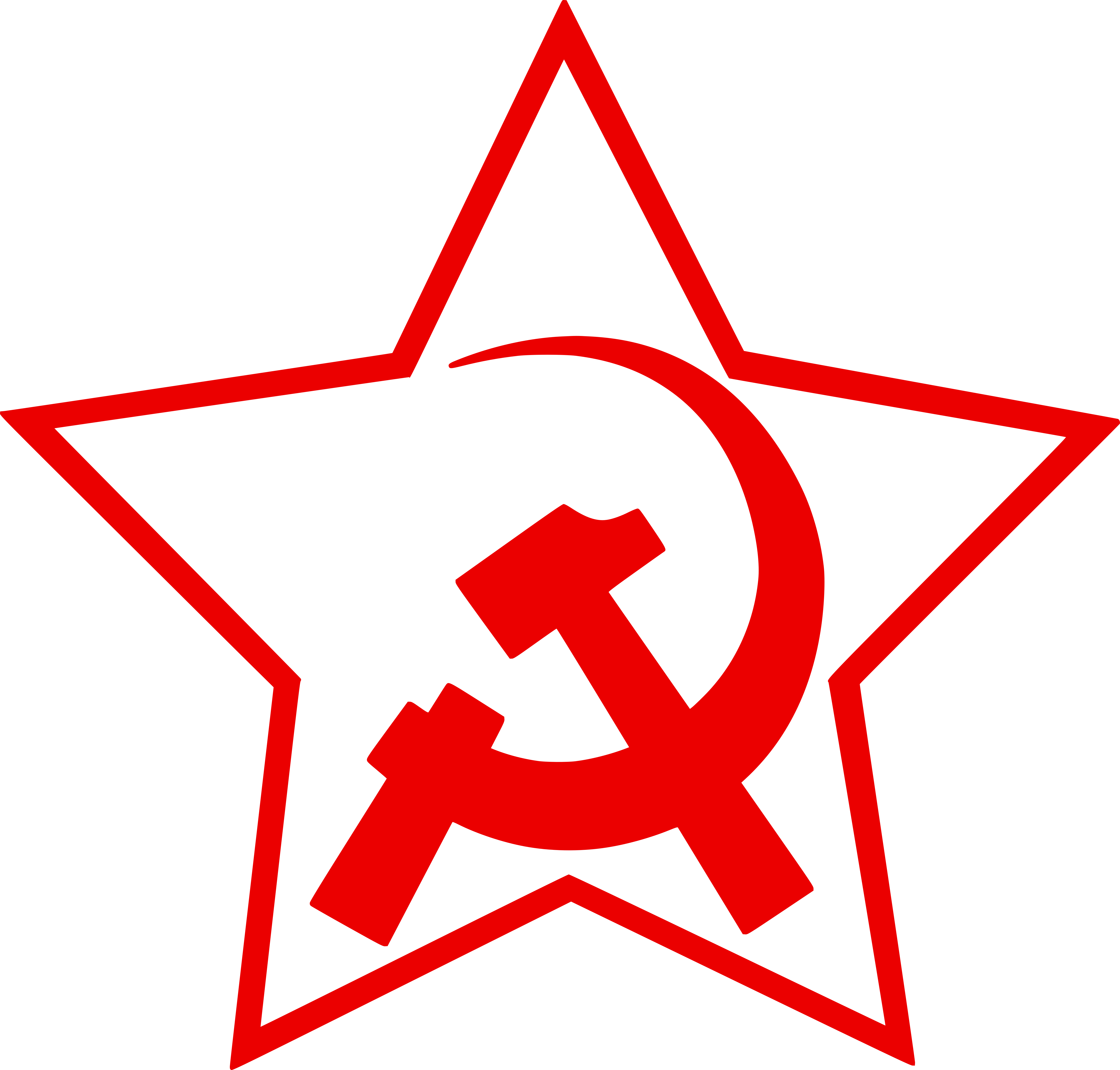
Logo de la OCMLP (1974-1988)

La Organización Comunista Marxista-Leninista Portuguesa (OCMLP) (en portugués Organização Comunista Marxista-Leninista Portuguesa) fue un partido político comunista de Portugal, fundado en 1972 después de que la fusión entre dos agrupaciones comunistas menores creadas en torno a dos diarios, El Comunista (en portugués: O Comunista) -escisión del Comité Marxista-Leninista Portugués- y El Grito del Pueblo (en portugués: O Grito do Povo), procedente del norte de Portugal. El partido logró cierta relevancia en los últimos años del régimen dictatorial de Marcello Caetano, principalmente en París, entre una comunidad de políticos exiliados.
En diciembre de 1974 la OCMLP impulsó el Frente Electoral Comunista (marxista-leninista), para presentar candidaturas a las elecciones de la Asamblea constituyente de 1975.
En diciembre de 1975, se alió con el Comité Marxista-Leninista Portugués y la Organización para la Reconstrucción del Partido Comunista (Marxista-Leninista), formando el Partido Comunista Portugués (reconstituido) (PCP(r)). Poco antes de la fusión en el nuevo partido la OCMLP' sufrió una escisión, la mayoría de la militancia -en gran parte de Oporto- siguió con el proceso de fusión, mientras una minoría rechazo dicha unió y siguió su existencia política por separado.
En mayo de 1976 la OCMLP se integró en el PCP(r) y en 1988 la ORCMLP es disuelta oficialmente.

## Órganos de expresión
Su órgano de expresión fue O Grito do Povo, y como publicación teórica destaca la Foice e Martello.
- Datos: Q3306054